# C’était un rendez-vous
C’était un rendez-vous ist ein französischer Kurzfilm von Claude Lelouch aus dem Jahr 1976.
Der knapp neunminütige Film zeigt die halsbrecherische Fahrt eines Autos durch das frühmorgendliche Paris an einem Sonntag im August. Lelouch legte die Strecke von der Porte Dauphine bis zur Sacré-Cœur de Montmartre auf dem Montmartre in weniger als acht Minuten (ungeschnittene Fahrt im Film von 0:17 bis 8:13) zurück. Dafür verwendete er einen Mercedes-Benz 450 SEL 6.9, und nicht, wie mehrfach vermutet, einen Ferrari 275 GTB. Lange war gemutmaßt worden, ein professioneller Rennfahrer hätte am Steuer gesessen, wie etwa Jacky Ickx oder Jacques Laffite.
Lelouch selbst behauptete, Spitzengeschwindigkeiten von mehr als 200 km/h gefahren zu sein. Ihm wurde später wegen mehrfachen Verstoßes gegen die Höchstgeschwindigkeit und Rotlichtzeichen der Führerschein vom Polizeipräfekten persönlich entzogen – für fünf Minuten, um nicht die Gunst seiner vom Film und Regisseur begeisterten Tochter zu verlieren.
Die Kamera war an der Frontstoßstange angebracht, und der Film wurde ohne Schnitt gedreht, weil Lelouch vom gerade abgedrehten Film Ein Hauch von Zärtlichkeit eine Filmrolle übrig hatte und sie nicht zurückgeben, sondern einen Kurzfilm drehen wollte. Man nutzte für die eigentliche Fahrt den Mercedes-Benz, weil dieser einen leistungsfähigen Motor mit 210 kW und einem maximalen Drehmoment von 550 Nm bei 3000/min mit einem Hydropneumatik-Fahrwerk kombinierte, dessen Federungseigenschaften die beinahe verwackelungsfreien Aufnahmen auf dem überwiegend mit Kopfstein gepflasterten Straßen Paris’ ermöglichte. Durch Anbringung der Kamera an einem typischerweise eher hart gefederten Sportwagen hätten die Erschütterungen während der Fahrt ein instabiles Bild geliefert. Um auch akustisch der cineastischen Dramaturgie einer gewagten Hast durch Paris gerecht zu werden, ließ Lelouch später den herberen Motorsound des Ferrari, der genau die gleiche Strecke erneut abfuhr, über die originale Tonspur des Mercedes legen. Es blieb bei dieser einen Verfremdung. Der Film wurde laut Vorspann ungeschnitten, ohne Spezialeffekte und ohne Zeitraffer fertiggestellt ("... sans aucun trucage ni accéléré.").
Während der Fahrt saßen neben Lelouch zwei weitere Personen im Auto: sein Kameramann und sein Key Grip. Ein weiterer Assistent wartete an der Strecke mit Funkgerät, um die freie Durchfahrt des Arkadenbogens nach dem Jardin du Carrousel durchzugeben. Notfalls hätte Lelouch hier rechtzeitig vorher auf die Gegenfahrbahn wechseln müssen, um den linken Durchfahrtsbogen zu nehmen. Die Frau, die am Ende des Films die Treppen hochgelaufen kommt, war Lelouchs damalige Lebensgefährtin Gunilla Friden, deren Mini Cooper auf dem Parkstreifen unterhalb von Sacré-Cœur zu sehen ist. Man verständigte sich vor Fahrtbeginn per Telefonzelle über die zu erwartende Ankunftszeit, in der sie die letzten Treppenstufen hochzusteigen hatte, um sich schließlich mit dem aussteigenden Fahrer im Pegel des Scheinwerferlichts zu umarmen. Auf diese Schluss-Szene spielt der Titel des Films an (deutsch „Es war ein Stelldichein“), in der zwei Verliebte sich auf der romantischen Anhöhe vor dem schönen Panorama Paris’ wiedersehen. Die Eile des Fahrers unter Außerachtlassung jeglicher Rotlichtzeichen und Geschwindigkeitsbeschränkungen soll auf die innige Liäson mit der wartenden Partnerin schließen lassen. Lelouch spricht in einem Interview (2006) angesichts der Unwägbarkeiten und auf sich genommenen Gefahren des Protagonisten von einer Liebeserklärung der besonderen Art.
Die Rockband Snow Patrol benutzte mit Erlaubnis von Lelouch den Film für ihr Musikvideo Open Your Eyes (2007).

## Zurückgelegte Strecke

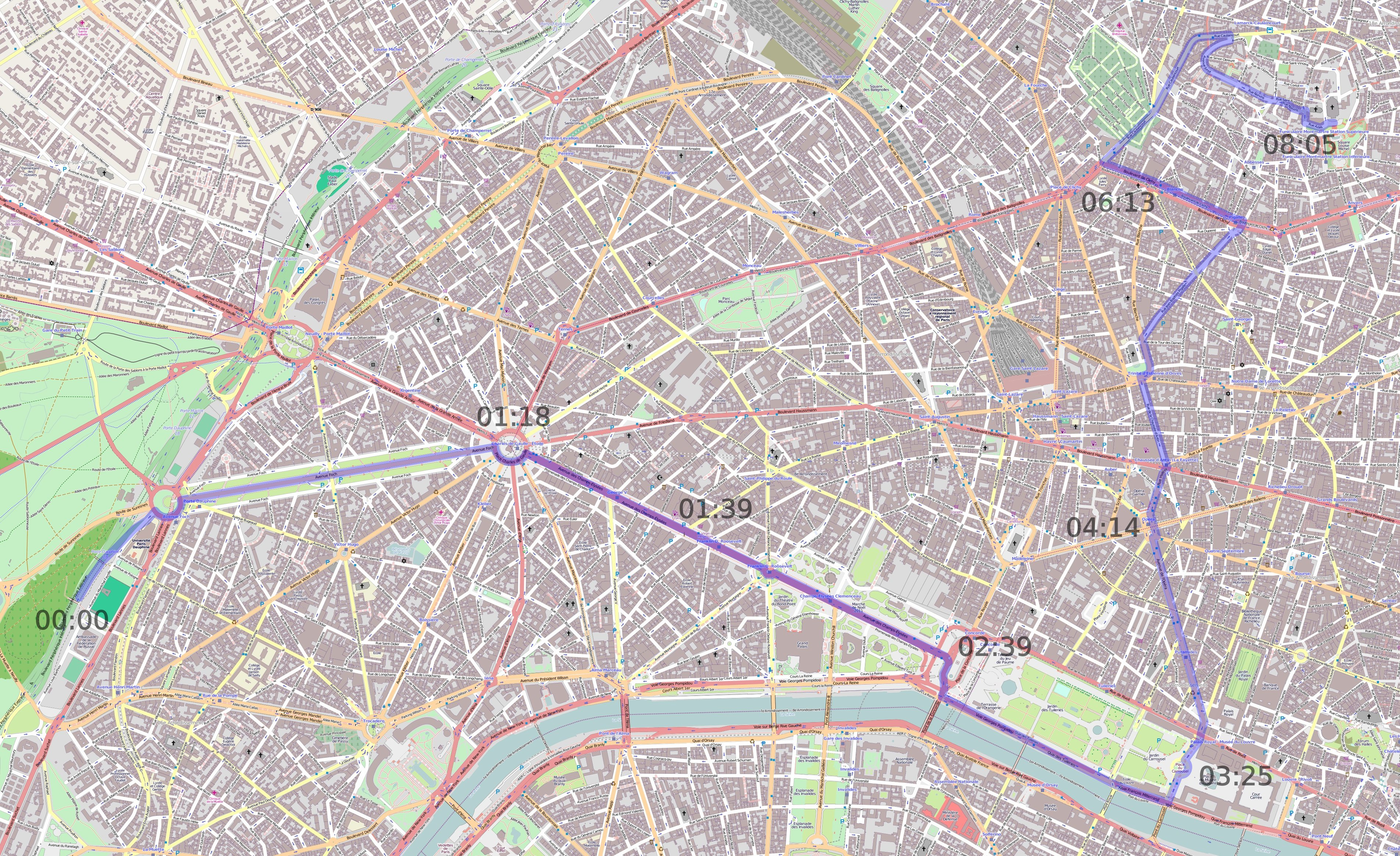
Zurückgelegte Strecke

Tunnel auf dem Boulevard périphérique an der Porte Dauphine → Avenue Foch → Arc de Triomphe → Avenue des Champs-Élysées → Place de la Concorde → Quai des Tuileries → Louvre: Jardin du Carrousel → Grand Opéra Paris → Galeries Lafayette→ Trinité → Pigalle → Boulevard de Clichy → Place Blanche → Rue Caulaincourt → den Montmartre hinauf → Avenue Junot → Rue Norvins → Place du Tertre → Sacré-Cœur